# Solterísima
Solterísima es una película de comedia romántica sudafricana  de 2020 dirigida por Katleho Ramaphakela y Rethabile Ramaphakela, escrita por Lwazi Mvusi y protagonizada por Fulu Mugovhani, Tumi Morake y Bohang Moeko.

## Sinopsis
Denio es una mujer cuyo mayor anhelo es encontrar el amor de su vida, por eso lo busca  constantemente. Sin embargo sus relaciones terminan siendo siempre una decepción. Tras su último fracaso amoroso su mejor amiga, Noni, le sugiere que se tome un descanso de las citas y se concentre en ella misma. Noni, por otra parte, prefiere evitar los compromisos e ir de fiesta en fiesta, hasta que conoce a Max.

## Elenco
- Fulu Mugovhani como Dineo
- Tumi Morake como Noni
- Bohang Moeko como Lunga
- Yonda Thomas como Max
- Tiffany Barbuzano como Pam
- Lihle Dhlomo como Gugu
- Craig Jackson como Nick
- Connie Chiume como madre de Dineo
- Wayne Van Rooyen como Timothy
- Thabo Malema como repartidor
- Mpho Osei Tutu como recepcionista del hotel
- Mthunzi Ntoyi como  Guardia de seguridad
- Kabomo Vilakazi como Pastor
- Katleho Ramaphakela como Tebza
- Mojak Lehoko como chico en el Club

## Lanzamiento
La comedia se estrenó el 31 de julio de 2020 en Netflix.

## Recepción
La reseña de indiewire menciona que la película pasó en algún momento "de una exploración superficial del amor moderno a una historia mucho más profunda". Mientras que la sugerencia del sitio web decider fue 'saltarla' debido a que se tarda "demasiado para tomarse en serio la soltería, y tampoco funciona como una comedia." Jeffrey Lyles le dio una calificación de 7/10 y aunque para él hubo algunos desaciertos en la película sugirió que "vale la pena echarle un vistazo." En Rotten Tomatoes la película mantiene una calificación de 67% basado en seis reseñas.